# Пенуяська сільська рада
Пе́нуяська сільська рада (ест. Penuja külanõukogu, рос. Пенуяский сельский совет) — сільська рада в Естонській РСР, адміністративно-територіальна одиниця в складі повіту Пярнумаа (1945—1950) та Аб'яського району (1950—1954).

## Історія
16 серпня 1945 року на території волості Аб'я в Пярнуському повіті утворена Пенуяська сільська рада з центром у селі Пенуя. Територія сільради збігалася з волостю Пенуя, що існувала впродовж 1866—1939 років.
26 вересня 1950 року, після скасування в Естонській РСР повітового та волосного поділу, сільська рада ввійшла до складу новоутвореного Аб'яського сільського району.
17 червня 1954 року в процесі укрупнення сільських рад Естонської РСР Пенуяська сільська рада ліквідована. Її територія склала південно-східну частину Аб'яської сільської ради.